# Gheorghe Gheorghiu-Dej
Gheorghe Gheorghiu-Dej (wym. [ˈɡe̯orɡe ɡe̯orˈɡi.u deʒ]; ur. 8 listopada 1901 w Bârlad, zm. 19 marca 1965 w Bukareszcie) – rumuński polityk komunistyczny, sekretarz generalny Rumuńskiej Partii Komunistycznej w latach 1944–1954 i 1955–1965, premier Rumuńskiej Republiki Ludowej w latach 1952–1955 i Przewodniczący Rady Państwa (głowa państwa rumuńskiego) w latach 1961–1965.

## Życiorys
Pochodził z rodziny robotniczej. W 1930 wstąpił do Komunistycznej Partii Rumunii. W 1933 współorganizował strajk w warsztatach naprawczych Grivița, za co został skazany na 12 lat więzienia, z którego zbiegł w 1944. Po wyjściu na wolność stanął na czele tzw. frakcji więziennej ruchu komunistycznego, czyli działaczy wywodzących się ze środowiska więźniów politycznych. 23 sierpnia 1944 przejął kierownictwo Komunistycznej Partii Rumunii, w październiku 1945 mianowano go sekretarzem generalnym partii. Mimo formalnego urzędu nie posiadał rzeczywistej władzy ze względu na konflikt frakcyjny. W pierwszym rządzie Petru Grozy objął funkcję ministra komunikacji. Głównym rywalem Gheorghiu-Deja w ruchu komunistycznym było skrzydło moskiewskie składające się z komunistów (w dużej mierze żydowskiego pochodzenia), którzy powrócili do Rumunii z emigracji w ZSRR. W 1952 roku zawiązał z nimi chwilowy sojusz taktyczny w celu eliminacji skrzydła sekretariatu Lucrețiu Pătrășcanu. Po eliminacji tej frakcji Gheorghiu-Dej ponownie rozpoczął rywalizację z Moskalami, których z partii odsunął jeszcze w 1952 roku, odsuwając od władzy wicepremier i minister spraw zagranicznych Anę Pauker.
Jako premier (od czerwca 1952 do października 1955) odpowiedzialny był za modernizację w Rumunii, a także m.in. za kolektywizację wsi (która wprowadzana była stopniowo od lat 40. do początku 60.), nacjonalizację przemysłu oraz budowę Kanału Dunaj-Morze Czarne. Ze względu na osłabienie swojej pozycji, w 1954 na krótko ustąpił z kierowania partią, powracając do niego w 1955. Po 1956 roku poparł Nikitę Chruszczowa w procesie destalinizacji (według samego Gheorghiu-Deja destalinizacja w Rumunii ruszyła już po 1952 roku). Gheorgiu-Dej oskarżył w tym czasie dawną rywalkę polityczną Pauker i jej frakcję za stalinowskie ekscesy partii w latach 40. i na początku 50. (w szczególności w odniesieniu do kolektywizacji) i określił ich jako partyjnych stalinowców, choć niejednokrotnie byli oni nie mniej radykalni niż Gheorgiu-Dej. Rozpoczynając destalinizację, Gheorghiu-Dej otoczył się działaczami lojalnymi wobec siebie i swoich poglądów. Wśród nich znaleźli się Nicolae Ceaușescu, Gheorghe Stoica, Ghizela Vass, Grigore Preoteasa, Alexandru Bârlădeanu, Ion Gheorghe Maurer, Gheorghe Gaston Marin, Paul Niculescu-Mizil i Gheorghe Rădulescu. Lider rumuńskich komunistów potępił dziedzictwo Józefa Stalina, potępił jego kult jednostki i zachęcał stalinistów do samokrytyki.
Został poddany krytyce wewnątrzpartyjnej w trakcie spotkania partii z marca 1956 roku, na którym dwaj członkowie Biura Politycznego – Miron Constantinescu i Iosif Chișinevschi skrytykowali Gheorghiu-Deja, przypisując mu odpowiedzialność za rumuński stalinizm. W 1957 roku oni sami zostali oskarżeni o stalinizm i pod tym zarzutem wydaleni z szeregów partii. W czerwcu 1958 roku Gheorghiu-Dej zmarginalizował kolejną grupę starych członków partii, tym razem tych związanych z Constantinem Donceą.
W pierwszej fazie rządów prowadził proradziecką politykę zagraniczną. Rumunia dołączyła do Układu Warszawskiego i poparła interwencję ZSRR przeciwko rewolucji węgierskiej 1956 roku oraz potępiła jej przywódców, w tym Imre Nagya. Stanowisko to wynikało z tego, że węgierski bunt wywołał protesty rumuńskich studentów w największych metropoliach Rumunii. Na przełomie lat 50. i 60. zaostrzył jednak kurs wobec ZSRR. Po destalinizacji komunizm i rumuński nacjonalizm przeniknęły się, tworząc tzw. narodowy komunizm. Kurs był podyktowany w dużej mierze osobistymi poglądami Gheorghiu-Deja, który był zwolennikiem gospodarczej niezależności i dystansowania się od RWPG. Rumuński premier w ramach tej polityki w 1954 roku porzucił politykę zakładającą skupienie się na wymianie handlowej z ZSRR. Premier zlikwidował następnie rumuńsko-radzieckie przedsięwzięcia kulturalne. Chcąc zapewnić Rumunii niezależność gospodarczą, sekretarz generalny rozpoczął uprzemysłowienie i stworzył kompleks przemysłowy w Galati mający uniezależnić Rumunię od importu żelaza z zagranicy. W 1957 roku Gheorghiu-Dej i Emil Bodnăraș przekonali Sowietów do wycofania swoich wojsk z terenów Rumunii. Rok wcześniej rząd Rumunii pogodził się z jugosłowiańską administracją Josipa Broza Tity, co umożliwiło wdrożenie serii wspólnych jugosłowiańsko-rumuńskich projektów gospodarczych, rozwijanych szczególnie w Żelaznej Bramie.
W marcu 1961 objął funkcję przewodniczącego Prezydium Wielkiego Zgromadzenia Narodowego, stając się formalną głową państwa. W tym samym roku rozpoczęła się drastyczna rozbieżność ideologiczna między ZSRR a Rumunią. Choć Rumunia w trakcie rozłamu chińsko-radzieckiego pod koniec lat 50. i albańsko-radzieckiego w 1961 roku poparła początkowo stanowisko Chruszczowa, utrzymała wyjątkowe dobre stosunki zarówno z Chinami i Albanią. Rumuńskie media jako jedyne spośród Układu Warszawskiego nie skrytykowały Chin, w zamian za co urzędnicy maoistowscy poparli rumuński nacjonalizm, twierdząc, że Besarabia (zajęta przez ZSRR w pierwszej fazie II wojny światowej) jest ofiarą tradycyjnego rosyjskiego imperializmu. W 1964 roku odrzucił radziecki plan utworzenia ponadnarodowych jednostek gospodarczych Europy Środkowo-Wschodniej (w ramach którego Rumunia miała dostarczać produkty rolne) i zgłosiła kilka kontrpropozycji. W tym samym roku doszło do kilku radykalnych zmian w doktrynie państwowej – Gheorghiu Dej zatwierdził opublikowanie przez Andrieja Oțeteę rusofobicznych prac Karola Marksa (odkrytych przez polskiego historyka Stanisława Schwanna). Sama partia była coraz bardziej krytyczna wobec Chruszczowa, a pod koniec kwietnia 1964 roku w gazecie „Scînteia” ogłoszono zaangażowanie partii na rzecz „narodowej ścieżki” komunizmu (stwierdzono, że w komunizmie nie istnieje podział rodzaju rodzic i syn, czy partia lepsza i podległa). Pod koniec 1964 roku kierownictwo Partii Robotniczej starło się z nowo wybranym przywódcą ZSRR Leonidem Breżniewem w kwestii nadal obecnych w rumuńskich służbach Securitate doradców KGB. Ostatecznie Rumunii, jako pierwszemu państwu w europejskim bloku wschodnim, udało się usunąć ze służb doradców KGB.
Polityka Gheorghiu-Deja zaowocowała tym, że Rumunia zdobyła większą swobodę w realizacji własnego programu rozwojowego. Uniezależnienie się dotyczyło głównie stosunków gospodarczych i współpracy wojskowej. Partia Robotnicza stała się coraz bardziej popularna wśród rumuńskich nacjonalistów, a ostatni etap rządów Gheorghiu-Deja był powszechnie utożsamiany z liberalizacją systemu.
Zmarł w 1965 na raka. Jego następcą w partii został Nicolae Ceaușescu. Ceaușescu w 1968 roku na kongresie partii potępił Gheorghiu-Deja i zrehabilitował ofiary stalinowskiego terroru, w tym Lucrețiu Pătrășcanu.

## Odznaczenia
W 1949 otrzymał Order Odrodzenia Polski I klasy.

## Upamiętnienie
W latach 1965–1993 jego imię nosiło miasto Onești w okręgu Bacău.